# Ситни колачи
Ситни колачи представљају мале слатке залогаје, тј. колаче малих димензија који се једу у једном залогају.

## Историјат колача
Колач  означава пециво направљено од брашна, заслађено шећером или медом. Добија се мешањем сувих састојака са јајима и често, али не увек, са млеком и бутером. Колачи имају јединствену глатку текстуру и препознатљиву арому која се постиже додавањем ванилиног и кокосовог шећера или цимета. Често је тешко одредити границу између колача, пецива или кекса.
Колач је хлеб у свом најједноставнијем облику. Како су се технике производње колача и њиховог печења развиљале, а навике у исхрани временом мењале, све оно што се у почетку сматрало хлебом, полако је постало јединствена категорија названа – домаћи колач. Европа је увек предњачила у производњи колача и производњи слаткиша по чему је још увек надалеко позната.
Интересантно је да су колачи били саставни део кулинарске културе античких култура попут старих Грка, Египћана, Римљана. Постоје сачувани рецепти за домаће посластице који се вековима уназад нису мењали, али су и даље актуелни. 
Неки колачи су чак своје место нашли у бројним уметничким остварењима, а чувена Хомерова “Илијада” описала је чувени колач “интрион” од само два састојка, меда и сусама, нама познати „пастели”, најстарији колач на свету.

## О ситним колачима
Ситни колачи могу бити посни и мрсни. Разлика између мрсних и посних колача је у саставу, да ли има млека и млечних састојака и јаја или нема. Постоје разне врсте посних и мрсних колача: ситни славски колачи, рађени по домаћој рецептури, бајадера, бајдера са поморанџом, кикирики ролат, грилијаш, лешник бајадера, фигаро, лешник куглице, розен торта, млечна бајадера, бели фигаро, бајадера са крем бананицама.